# برانديواين برودكشنز
برانديواين برودكشنز (بالإنجليزية: Brandywine Productions)‏ هي شركة إنتاج أفلام أمريكية، تأسست في 1960، يقع مقرها في الولايات المتحدة، تم تأسيسها بواسطة والتر هيل، وديفيد غيلر.

## روابط خارجية
- برانديواين برودكشنز على موقع IMDb (الإنجليزية)